# Lower New York Bay

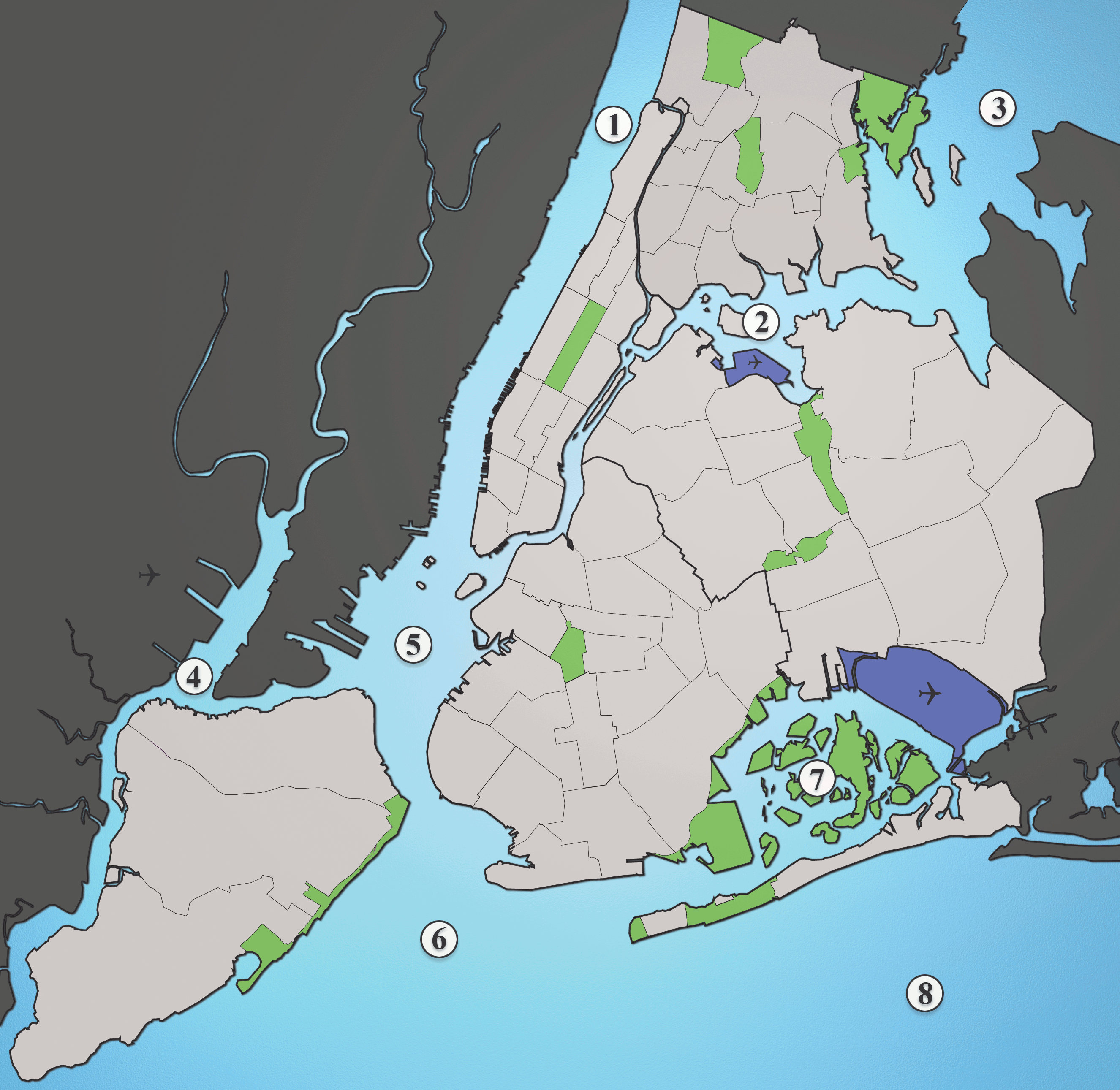
Vias aquáticas de Nova Iorque: 1. Rio Hudson, 2. Rio East, 3. Long Island Sound, 4. Baía de Newark, 5. Upper New York Bay, 6. Lower New York Bay, 7. Jamaica Bay, 8. Oceano Atlântico

A Lower New York Bay («baía inferior de Nova Iorque») é uma parte da baía de Nova Iorque, situada fora dos Narrows, estreitos situados entre Staten Island e Brooklyn.
A Lower New York Bay é portanto a última secção do rio Hudson antes de desaguar no oceano Atlântico. O Hudson Canyon, subterrâneo com mais de 160 km, atravessa a baía sob as águas, marcando o talvegue do rio Hudson. A baía é rodeada a norte pelas ilhas Staten Island e Long Island, e a sul pela costa de Nova Jersey.